# Raphael Evehe Divine
Evehe Divine (1964. október 24. –) kameruni nemzetközi labdarúgó-játékvezető. Teljes neve Raphael Evehe Divine.

## Pályafutása

### Nemzeti játékvezetés
1998-ban lett az I. Liga játékvezetője. A nemzeti játékvezetéstől 2009-ben vonult vissza.

### Nemzetközi játékvezetés
A Kameruni labdarúgó-szövetség Játékvezető Bizottsága (JB) terjesztette fel nemzetközi játékvezetőnek, a Nemzetközi Labdarúgó-szövetség (FIFA) 2000-től tartotta nyilván bírói keretében. A FIFA JB központi nyelvei közül a franciát beszéli. Több nemzetek közötti válogatott és klubmérkőzést vezetett, vagy működő társának 4. bíróként segített. FIFA JB besorolás szerint elit kategóriás bíró. Az aktív nemzetközi játékvezetéstől 2009-ben a FIFA JB 45 éves korhatárát elérve búcsúzott.

#### Labdarúgó-világbajnokság

##### U17-es labdarúgó-világbajnokság
Trinidad és Tobago rendezte a 2001-es U17-es labdarúgó-világbajnokságot, ahol a FIFA JB bíróként alkalmazta.

###### 2001-es U17-es labdarúgó-világbajnokság
| Időpont              | Helyszín                               | Mérkőzés típusa              | Mérkőzés                | Eredmény | Nézők száma |
| -------------------- | -------------------------------------- | ---------------------------- | ----------------------- | -------- | ----------- |
| 2001. szeptember 17. | Ato Boldon Stadion, Couva              | csoportmérkőzés (C. csoport) | Omán–Argentína          | 0 – 3    | 7500        |
| 2001. szeptember 27. | Hasely Crawford Stadion, Port of Spain | egyik elődöntő               | Franciaország–Argentína | 2 – 1    | 9200        |

---
A világbajnoki döntőkhöz vezető úton Németországba a XVIII., a 2006-os labdarúgó-világbajnokságra, valamint Dél-Afrikába a XIX., a 2010-es labdarúgó-világbajnokságra a FIFA JB játékvezetőként alkalmazta.

##### 2006-os labdarúgó-világbajnokság

###### Selejtező mérkőzés
| Időpont             | Helyszín                                     | Mérkőzés típusa         | Mérkőzés                             | Eredmény | Nézők száma |
| ------------------- | -------------------------------------------- | ----------------------- | ------------------------------------ | -------- | ----------- |
| 2003. október 11.   | Köztársasági Stadion, Bata                   | előselejtező (első kör) | Egyenlítői-Guinea–Togo               | 1 – 0    | 25 000      |
| 2004. július 4.     | Alphonse Massemba-Débat Stadion, Brazzaville | előselejtező (2/1. kör) | Kongói Demokratikus Köztársaság–Mali | 1 – 0    | 20 000      |
| 2005. március 26.   | Augusztus 4. Stadion, Ouagadougou            | előselejtező (2/2. kör) | Burkina Fasó–Zöld-foki Köztársaság   | 1 – 2    | 27 500      |
| 2005. június 18.    | GSP Stadion, Nicosia                         | előselejtező (2/5. kör) | Malawi–Botswana                      | 1 – 3    | 20 000      |
| 2005. augusztus 17. | November 7. Stadion, Radès                   | előselejtező (2/5. kör) | Tunézia–Kenya                        | 1 – 0    | 60 000      |
| 2005. október 1.    | Antoinette Tubman Stadion, Monrovia          | előselejtező (2/1. kör) | Libéria–Zambia                       | 0 – 5    | 38 000      |

##### 2010-es labdarúgó-világbajnokság

###### Selejtező mérkőzés
| Időpont             | Helyszín                                    | Mérkőzés típusa          | Mérkőzés                | Eredmény | Nézők száma |
| ------------------- | ------------------------------------------- | ------------------------ | ----------------------- | -------- | ----------- |
| 2008. május 31.     | Mandela National Stadion, Kampala           | előselejtező (2/3. kör)  | Uganda–Niger            | 1 – 0    | 25 000      |
| 2008. június 14.    | Régional Nyamirambo Stadion, Kigali         | előselejtező (2/8. kör)  | Ruanda–Marokkó          | 3 – 1    | 12 000      |
| 2008. június 21.    | Lucas Masterpieces Moripe Stadion, Pretoria | előselejtező (2/4. kör)  | Dél-Afrika–Sierra Leone | 0 – 0    | 12 000      |
| 2008. szeptember 7. | Rufaro Stadion, Harare                      | előselejtező (2/2. kör)  | Zimbabwe–Guinea         | 0 – 0    | 23 000      |
| 2008. október 11.   | Accra Sports Stadion, Accra                 | előselejtező (2/11. kör) | Togo–Szváziföld         | 6 – 0    | 8000        |
| 2009. március 28.   | Nemzeti Stadion, Nairobi                    | előselejtező (3/B. kör)  | Kenya–Tunézia           | 1 – 2    | 27 000      |
| 2006. június 7.     | Március 26. Stadion, Bamako                 | előselejtező (3/D. kör)  | Mali–Ghána              | 0 – 2    | 40 000      |
| 2009. június 20.    | Konkola Stadion, Chililabombwe              | előselejtező (3/C. kör)  | Zambia–Algéria          | 0 – 2    | 9000        |

#### Afrikai nemzetek kupája
Malia 23., a 2002-es afrikai nemzetek kupája, Tunézia hat nagyvárosa a 24., a 2004-es afrikai nemzetek kupája, Egyiptom a 25., a 2006-os afrikai nemzetek kupája, valamint Ghána a 26., a 2008-as afrikai nemzetek kupája labdarúgó találkozónak adott otthont, ahol a Afrikai Labdarúgó-szövetség (CAF) JB játékvezetőként foglalkoztatta.

##### 2002-es afrikai nemzetek kupája

###### Afrikai Nemzetek Kupája mérkőzés
| Időpont          | Helyszín                    | Mérkőzés típusa              | Mérkőzés        | Eredmény | Nézők száma |
| ---------------- | --------------------------- | ---------------------------- | --------------- | -------- | ----------- |
| 2002. január 25. | Március 26. Stadion, Bamako | csoportmérkőzés (A. csoport) | Libéria–Algéria | 2 – 2    | 4000        |

##### 2004-es afrikai nemzetek kupája

###### Afrikai Nemzetek Kupája mérkőzés
| Időpont          | Helyszín                   | Mérkőzés típusa              | Mérkőzés       | Eredmény | Nézők száma |
| ---------------- | -------------------------- | ---------------------------- | -------------- | -------- | ----------- |
| 2004. január 24. | November 7. Stadion, Radés | csoportmérkőzés (A. csoport) | Tunézia–Ruanda | 2 – 1    | 60 000      |
| 2002. február 2. | El-Menzah Stadion, Tunisz  | csoportmérkőzés (B. csoport) | Szenegál–Mali  | 2 – 2    | 7550        |

##### 2006-os afrikai nemzetek kupája

###### Afrikai Nemzetek Kupája mérkőzés
| Időpont          | Helyszín                             | Mérkőzés típusa              | Mérkőzés                        | Eredmény | Nézők száma |
| ---------------- | ------------------------------------ | ---------------------------- | ------------------------------- | -------- | ----------- |
| 2006. január 26. | Harras El-Hedoud Stadion, Alexandria | csoportmérkőzés (C. csoport) | Tunézia–Dél-afrikai Köztársaság | 2 – 0    |             |
| 2006. február 7. | Nemzetközi Stadion, Kairó            | egyik elődöntő               | Egyiptom–Szenegál               | 2 – 1    | 76 000      |

##### 2008-as afrikai nemzetek kupája

###### Afrikai Nemzetek Kupája mérkőzés
| Időpont          | Helyszín                  | Mérkőzés típusa              | Mérkőzés        | Eredmény | Nézők száma |
| ---------------- | ------------------------- | ---------------------------- | --------------- | -------- | ----------- |
| 2008. január 21. | Ohene Djan Stadion, Accra | csoportmérkőzés (A. csoport) | Namíbia–Marokkó | 1 – 5    | 2000        |

#### Olimpiai játékok
Görögország rendezte a XXVIII., a 2004. évi nyári olimpiai játékokat, ahol a FIFA JB hivatalnokként vette igénybe szolgálatát.

##### 2004. évi nyári olimpiai játékok
| Időpont             | Helyszín                         | Mérkőzés típusa              | Mérkőzés           | Eredmény | Nézők száma |
| ------------------- | -------------------------------- | ---------------------------- | ------------------ | -------- | ----------- |
| 2004. augusztus 12. | Pampeloponnisiako Stadion, Pátra | csoportmérkőzés (D. csoport) | Irak–Portugália    | 4 – 2    | 5689        |
| 2004. augusztus 17. | Panthessaliko Stadion, Vólosz    | csoportmérkőzés (A. csoport) | Görögország–Mexikó | 2 – 3    | 21 597      |

#### Nemzetközi kupamérkőzések
Vezetett Kupa-döntők száma: 2.

##### Afrikai Bajnokok Ligája
| Időpont           | Helyszín   | Mérkőzés típusa     | Mérkőzés                                       | Eredmény |
| ----------------- | ---------- | ------------------- | ---------------------------------------------- | -------- |
| 2007. október 27. | Ismeretlen | döntő első mérkőzés | Étoile du Sahel (tunéziai)–el-Ahlí (egyiptomi) | 0 – 0    |

##### CAF Szuperkupa
| Időpont           | Helyszín            | Mérkőzés típusa | Mérkőzés                                            | Eredmény | Nézők száma |
| ----------------- | ------------------- | --------------- | --------------------------------------------------- | -------- | ----------- |
| 2005. február 22. | Városi Stadion, Aba | döntő           | Enyimba International FC (nigériai)–Étoile du Sahel | 1 – 0    | 20 000      |

## Szakmai sikerek
A Kameruni Labdarúgó-szövetség Játékvezető Bizottsága 2006-ban mutatott sportmunkájának elismeréseként Arany Síp elismerésben részesítette.